# Romain Gary
Romain Gary (születési neve: Roman Kacew) (Vilnius, 1914. május 8. – Párizs, 1980. december 2.) litvániai zsidó származású francia regényíró, filmrendező, második világháborús pilóta, fordító, diplomata. Eredeti neve jiddis nyelven: רומן קצב (Ruman Katseb), oroszul Рома́н Ле́йбович Ка́цев.
Műveit általában franciául írta meg először, hogy azután maga fordítsa angolra, de néhány esetben ez fordítva történt. Több művet álnéven publikált, ez vezetett ahhoz is, hogy ő az egyetlen, akinek a Goncourt-díjat kétszer is odaítélték.

## Élete
Litvániai zsidó családba született Roman Kacew néven. Apja, Arieh-Leib Kacew, egyszerű zsidó szűcs volt, 1925-ben elhagyta a családját és újra nősült – ezután Garyt csak édesanyja, Mina Owczinska nevelte, de valószínű, hogy apja szerény mértékben anyagilag támogatta őket. 1928-ban, tizennégy éves korában anyja Nizzába költözött vele. (Apja és egész új családja Auschwitzban vesztette életét.) Franciaországban jogot tanult, kezdetben Aix-en-Provence-ban, majd Párizsban végezte tanulmányait. A Francia Légierő kötelékében Salon-de-Provence-ban és a Bourges melletti Avord légitámaszponton pilóta kiképzést kapott. Franciaország náci megszállását követően Angliába menekült, ahol Charles de Gaulle tábornok szabad francia haderejében teljesített szolgálatot, így került észak-afrikai és európai bevetésekre. Pilótaként több mint 25 bevetésen vett részt, 65 órányi repült idővel. A háborúban tanúsított helytállásáért számos kitüntetésben részesült, megkapta többek között a francia Felszabadulási Érdemrendet (Ordre de la Libération), valamint a Becsületrend parancsnoki fokozatát.

### Szerelmei
Kora ifjúságától nagy sikere volt a nőknél. Egy 1980-as rádióinterjújában, életére visszatekintve, Romain Gary kijelentette: „Az egyetlen dolog, ami érdekelt, a nő volt. Nem a nők, figyelem, hanem a nő, a nőiesség.” Ifjúkori szerelmei között volt Christel Söderlund, egy fiatal svéd újságírónő, akivel 1937 júliusában ismerkedett meg Nizzában, és aki követte őt Párizsba, ahol néhány hónapig együtt éltek. Söderlund aztán visszatért Svédországba férjéhez és gyermekéhez.
Egy későbbi nyilatkozata szerint egyetlen igazi szerelme Ilona Gesmay (született Fekete), egy nála négy évvel idősebb magyar zsidólány volt, aki három könyvének a múzsája is volt. (La Promesse de l'aube, La nuit sera calme, Europa). Ilona 1940 márciusában visszatért Budapestre; túlélte a háborút, de skizofréniába esett és soha nem látták újra egymást.
Első feleségét, Lesley Blanch angol újságírót, a Vogue magazin szerkesztőjét és a The Wilder Shores of Love íróját 1944-ben vette el. Ő volt a Lady L modellje. 1963-ban vált el tőle, de akkor már négy éve együtt élt Jean Seberg amerikai színésznővel, 1962-ben gyermekük is született, Alexandre Diego Gary. 1963-ban vette feleségül Seberget, házasságuk 1970-ig tartott. 1978-tól haláláig Leïla Chellabi (1938) volt az élettársa, aki fiatalon táncosnő és manöken volt, majd rádiós, librettista, írónő lett.

### Diplomáciai tevékenysége
A háború után, érdemeire való tekintettel, Franciaország külügyi szolgálatába került. 1946-47-ben Bulgáriában, 1948-49-ben a párizsi külügyminisztériumban, 1950-51 között Svájcban dolgozott, majd 1951-54-ben New Yorkban, az ENSZ mellé delegált francia küldöttségben tevékenykedett. Itt szoros kapcsolatba került Pierre Teilhard de Chardinnel, akinek a személyisége mélyen hatott rá. Ő inspirálta Tassin atya alakját később Az ég gyökerei című művében. 1955-ben Londonba került, majd 1956 és 1960 között a Los Angeles-i francia főkonzulátus vezetője lett. Itt a társasági életben számos hollywoodi személyiséggel ismerkedett meg, köztük volt az ünnepelt ifjú amerikai színésznő, Jean Seberg, aki a felesége lett. Párizsba történt visszatérése után rendelkezési állományba került, majd lemondott a diplomáciai rangjáról.

### Öngyilkossága
Műveibe gyakran beleszőtte magánéletét, magánéleti interjúiban pedig gyakran nem a valóságot adta elő, hanem írói képzeletének termékeit. Az álneveivel is jelzett személyiség-többszörözése is önpusztító lehetett. Gyakran írt, beszélt arról, hogy az öngyilkosság gondolata már gyermekkorában kísértette, és korán elhatározta, hogy nem lesz hajlandó megöregedni. 1980. december 2-án végül golyót röpített a fejébe. Búcsúlevelében azt írta, hogy ezzel a tettével „végre tökéletesen kifejezte magát.”

## Irodalmi munkássága
Első regényét 1945-ben adták ki. Ezt termékeny írói pályafutása során még több mint harminc további regény, esszé és emlékirat követte.
Romain Gary az egyetlen író, akinek a Goncourt-díjat kétszer is odaítélték – ezt a francia irodalmi kitüntetést egy író csak egyszer kaphatja meg. Garyt 1956-ban a Les racines du ciel-ért tüntették ki, majd 1975-ben ismét; ezúttal az Émile Ajar álnéven publikált Előttem az élet-ért (La vie devant soi). A Goncourt-akadémia az álnév mögötti író személyét nem ismerve ítélte meg a díjat.
Gary írta A leghosszabb nap forgatókönyvét, valamint írta és rendezte az 1971-es Kill!-t, amelyben az akkor már elvált felesége, Seberg is szerepelt.

## Álnevei
Első írói álneve François Mermont volt; ezt 16 éves korában választotta az anyja által igazgatott nizzai szálloda nevéről, amikor írást küldött egy párizsi folyóiratnak. 1943-tól használta a Gary nevet, 1951-től hivatalosan is felvette. Diplomáciai tevékenysége során Shatan Bogat, illetve angol nyelvterületen René Deville és Fosco Sinibaldi néven jegyzett regényeket. Később gyermekkori barátja, François Bondy nevét használta fel arra, hogy álinterjú-kötetet jelentessen meg saját magáról. Legismertebb álneve az Émile Ajar volt.
Álneveinek nagy része kapcsolódik a tűz fogalmához. Háborús pilótaként vette fel a Gary nevet, ami oroszul azt jelenti, „égj”. Egy másik álnevében, a Lucien Brûlard-ban a francia brûler = égni ige rejtőzik, az Ajar-ban pedig az orosz zsar = parázs szó.
Az Émile Ajar néven aratott sikerei nyomán nagy érdeklődés támadt a francia sajtóban aziránt, hogy ki rejtőzik az álnév mögött. Ezért 1975-ben a következő, Előttem az élet című regényének publikálása előtt felkérte másodunokaöccsét, Paul Pawlovitchot, hogy játssza el a nyilvánosság előtt a szerző, Émile Ajar szerepét. A sajtó gyanakodott, ezért néhány hét alatt újabb könyvet írt Pseudo címmel unokaöccse nevében, amelyben durva torzképet festett saját magáról. Unokaöccse közben egyre jobban beleélte magát szerepébe, amivel kiváltotta Gary féltékenységét. A negyedik és egyben utolsó Ajar-könyv (Salamon király szorong) után a kritikusok már arról írtak, hogy Ajar sokkal jobb író, mint a tehetségét vesztő öreg Gary.
Gary végül csak az öngyilkossága után fél évvel megjelent utolsó művében (Vie et mort d'Émile Ajar) tárta fel az igazságot álneveivel kapcsolatban.

## Vallomásai családjáról
Könyveiben és későbbi interjúi során Gary számos változatban beszélt apjáról, szüleiről, gyerekkoráról. A La dance de Gengis Cohn (Dzsingisz Kohn tánca) című különös regényében és másutt is magát nevezi Dzsingisz Kohnnak. Azt állítja itt, hogy apja tatár volt, aki részt vett a pogromokban. Más helyeken apai ágon orosznak, grúznak mondja magát, vagy azt vallja, hogy a némafilm korabeli sztárja, Ivan Mosjoukine volt az apja. Más helyeken anyjáról mint volt színésznőről ír. Ezek az életrajzi elemek azonban írói fantáziájának termékei.

## Néhány művéről

### Lady L.
Ez a társadalmi regény izgalmas krimi gyanánt is olvasható. Egy „Pügmalión-történetet” mesél el: egy párizsi prostituált átformálását angol ladyvé. Nemzetközi anarchista összeesküvés, gúnyoros társadalmi és jellemrajzok, szerelem és gyilkosság szövődnek össze az idős lady finom iróniával előadott történetében.

### Előttem az élet
A fanyar humorú könyvben az arab kisfiú, Momo felnőttes-vagányos beszédmódjával, az ő életfilozófiájának szemüvegén keresztül ismerjük meg a francia társadalom perifériájára szorult négerek, arabok, zsidók világát, és Rosa mamát, az elhagyott gyerekek neveléséből élő idős zsidó asszonyt.

### A virradat ígérete
Az Előttem az élet, amelynek Magyarországon az elmúlt 35 évben számos kiadása volt, voltaképpen A virradat ígérete „remake”-je, tükörregénye.

## Válogatott munkái

### Roman Kacewnéven
- 1935 : L'Orage (megjelent 1935. február 15-én a Gringoire-ban)
- 1935 : Une petite femme (megjelent 1935. május 24-én a Gringoire-ban)
- 1937 : Le Vin des morts

### Romain Garyálnéven
- Éducation européenne (1945); angol fordításban A European Education Magyarul: Hajnal felé, Dante Könyvkiadó, Budapest, 1947, fordította Rónay György
- Tulipe (1946); változtatásokkal újra kiadva: 1970
- Le grand vestiaire (1949); angol fordításban The Company Of Men (1950)
- Les couleurs du jour (1952); angol fordításban The Colors of the Day (1953)
- Les racines du ciel – 1956-os Goncourt-díj; angol fordításban (1957) és filmként (1958) The Roots of Heaven
- Lady L. (1957); francia átírásban új kiadás: 1963
magyarra fordította: Dániel Anna
  - PÁN Könyvkiadó 1991
  - Kriterion Könyvkiadó 1979
  - Európa Könyvkiadó 1965, 1966, 1967, 1971, 1984
- La promesse de l'aube (1960); angol fordításban Promise at Dawn (1961)
  - Magyarul: A virradat ígérete, Park Könyvkiadó, 2012, fordította: Bognár Róbert
- Johnie Cœur (1961, L'homme à la colombe színházi adaptációja)
- Gloire à nos illustres pionniers (1962, novellák); angol fordításban Hissing Tales (1964)
- The Ski Bum (1965); francia fordításban Adieu Gary Cooper (1969)
- Pour Sganarelle (1965, irodalmi esszé)
- Les Mangeurs d'Étoiles (1966); korábban angol fordításban The Talent Scout (1961)
- La danse de Gengis Cohn (1967); angol fordításban The Dance of Genghis Cohn
- La tête coupable (1968); angol fordításban The Guilty Head(1969)
- Chien blanc (1970); angol fordításban (1971) és filmen (1982) White Dog
- Les trésors de la Mer Rouge (1971)
- Europa (1972); angol fordításban Europa (1978)
- The Gasp (1973); francia fordításban Charge d'âme (1978)
- Les enchanteurs (1973); angol fordításban The Enchanters (1975)
- La nuit sera calme (1974, interjú)
- Au-delà de cette limite votre ticket n'est plus valable (1975); angol fordításban Your Ticket Is No Longer Valid (1977)
- Les oiseaux vont mourir au Pérou (1975); eredetileg az azonos című film (1968) forgatókönyve
- Clair de femme (1977); filmváltozat Womanlight (1979)
- La bonne moitié (1979, színdarab)
- Les clowns lyriques (1979); az 1952-es Les couleurs du jour (The Colors of the Day) c. regény új változata
- Les cerfs-volants (1980)
- Vie et mort d'Émile Ajar (1981, halála után jelent meg)
- L'homme à la colombe (1984, végső posztumusz változat)
- L'affaire homme (2005, cikkek és interjúk)
- L'orage (2005, novellák és befejezetlen regények)
- Kill'em all (1971, chanson)

### Émile Ajarálnéven
- Gros câlin (1974)
- La vie devant soi – 1975-ös Goncourt-díj; angol fordításban Momo. 1977-es filmként: Madame Rosa, új kiadásban: as "The Life Before Us" (1986).
Magyarul: Előttem az élet. Fordította: Bognár Róbert
  - Ciceró 1977
  - Európa 1977, 1980, 1992
  - Kritérion 1977, 1981, 1992
  - Ulpius-ház Könyvkiadó, 2011
  - 5 CD. Parlando Hangoskönyvkiadó, 2007
- Pseudo (1976)
- L'Angoisse du roi Salomon (1979); angol fordításban "King Solomon" (1983).
Magyarul: Salamon király szorong. Fordította: Bognár Róbert. Park Kiadó, 2014, 2016
- Gros câlin (2007) – új verzió, ami az eredetiből hiányzó, és soha meg nem jelent utolsó fejezetet is tartalmazza.

### Fosco Sinibaldiálnéven
- L'homme à la colombe (1958)

### Shatan Bogatálnéven
- Les têtes de Stéphanie (1974)

## Filmjei

### Rendezőként
- Les oiseaux vont mourir au Pérou (Birds in Peru) (1968) starring Jean Seberg
- Kill! (1971)

### Forgatókönyvíróként
- The Roots of Heaven (1958)
- A leghosszabb nap (1962)

## Magyarul

### Romain Garyálnéven
- Hajnal felé. Regény; ford. Rónay György; Dante, Bp., 1947
- Lady L.; ford., utószó Dániel Anna; Európa, Bp., 1965
- A virradat ígérete; ford. Bognár Róbert; Park, Bp., 2012

### Émile Ajarálnéven
- Előttem az élet; ford., utószó Bognár Róbert; Európa, Bp., 1977 (Modern könyvtár)
- Előttem az élet; ford. Bognár Róbert; 3. jav. kiad.; Ciceró, Bp., 1999
- Salamon király szorong; ford. Bognár Róbert; Park, Bp., 2014